# Copa de Campeones de la Concacaf 1996
La Copa de Campeones de 1996 fue la trigésima segunda edición de la Copa de Campeones de la Concacaf, torneo de fútbol a nivel de clubes más importante de Norteamérica, Centroamérica y el Caribe organizado por la Concacaf. El torneo comenzó el 9 de marzo de 1996 y culminó el 20 de julio de 1997.
El Cruz Azul de México venció en la cuadrangular final al Necaxa también de México, al Comunicaciones de Guatemala y al Seattle Sounders de Estados Unidos para ganar el título por cuarta ocasión. Gracias a él, clasificó a los cuartos de final de la Copa de Campeones 1997.

## Equipos participantes
En cursiva los equipos debutantes en el torneo.
| País                    | Equipo                             |
| ----------------------- | ---------------------------------- |
| México 2 cupos          | Cruz Azul Necaxa                   |
| Guatemala 2 cupos       | CSD Comunicaciones CSD Sacachispas |
| Costa Rica 2 cupos      | LD Alajuelense Deportivo Saprissa  |
| Surinam 2 cupos         | SV Transvaal SV Prakash            |
| Honduras 2 cupos        | CD Olimpia CD Victoria             |
| Panamá · 2 cupos        | CD Árabe Unido Cosmos FC           |
| Belice 2 cupos          | Corozal FC Juventus Suga Boys      |
| Nicaragua · 2 cupos     | Real Estelí FC Juventus Managua    |
| Guadalupe 1 cupo        | RS Red Star                        |
| El Salvador 1 cupo      | CD FAS                             |
| Guayana Francesa 1 cupo | US Sinnamary                       |
| Estados Unidos 1 cupo   | Seattle Sounders                   |

## Zona Norte/Centroamericana

### Zona 1
| 9 de marzo de 1996 | Alajuelense                                                     | 4:2 | FAS                                | Estadio Alejandro Morera Soto, Alajuela |                               |
|                    | Ronald Gómez · Mauricio Montero Chinchilla · Luis Marín Murillo |     | Jorge Rodríguez · Mario Meza Mayén | Asistencia: 2000 espectadores           | Asistencia: 2000 espectadores |

| 31 de marzo de 1996 | FAS                                   | 2:1 (0:1) (Global 4:5) | Alajuelense          | Estadio Óscar Quiteño, Santa Ana |  |
|                     | Nahamán González 56' · Jozef Miso 89' |                        | Leonel Bolsonello 6' |                                  |  |

| 15 de marzo de 1996 | Real Estelí      | 1:1 (1:0) | Árabe Unido        | Estadio Rommel Fernández, Ciudad de Panamá |  |
|                     | Oliva 35' (pen.) |           | Rogelio Clarke 58' |                                            |  |

| 17 de marzo de 1996 | Árabe Unido      | 1:0 (0:0) (Global 2:1) | Real Estelí | Estadio Rommel Fernández, Ciudad de Panamá |  |
|                     | Abdul Chiari 74' |                        |             |                                            |  |

| 17 de marzo de 1996 | Corozal      | 1:3 | Victoria                                  | MCC Grounds, Ciudad de Belice |  |
|                     | Ralph Flores |     | Álvaro Izquierdo (pen.) · José de Ribamar |                               |  |

| 14 de abril de 1996 | Victoria                                                             | 4:2 (2:2) (Global 7:3) | Corozal             | Estadio Ceibeño, La Ceiba |  |
|                     | Álvaro Izquierdo 16' 52' · Carlos Wanchope 9' · Pércival Piggott 46' |                        | Ralph Flores 3' 32' |                           |  |

### Segunda ronda
| 16 de junio de 1996 | Victoria             | 1:0 (0:0) | Árabe Unido | Estadio Rommel Fernández, Ciudad de Panamá |  |
|                     | Percibal Piggott 75' |           |             |                                            |  |

| 19 de junio de 1996 | Árabe Unido                         | 2:2 (1:0) (Global 2:3) | Victoria                        | Estadio Roberto Mariano Bula, Ciudad de Colón |  |
|                     | Carlos Brown 30' · Abdul Chiari 60' |                        | Renán Aguilera 75' (pen.) 90+3' |                                               |  |

### Tercera ronda
| 23 de octubre de 1996 | Victoria     | 1:0 (1:0) | Cruz Azul | Estadio Ceibeño, La Ceiba |  |
|                       | Aguilera 32' |           |           |                           |  |

| 5 de noviembre de 1996 | Cruz Azul                    | 2:0 (1:0) (Global 2:1) | Victoria | Estadio Azul, Distrito Federal   |                                  |
|                        | de Oliveira 45' · Zamora 87' |                        |          | Árbitro(s): Mario Efraín Escobar | Árbitro(s): Mario Efraín Escobar |

### Cuarta ronda
| 4 de enero de 1997, 20:00 | Alajuelense | 0:2 (0:1) | Cruz Azul                               | Estadio Alejandro Morera Soto, Alajuela |  |
|                           |             |           | Carlos Hermosillo 5' · Juan Reynoso 75' |                                         |  |

| 8 de enero de 1997 | Cruz Azul                                        | 3:2 (1:0) (Global 5:2) | Alajuelense             | Estadio Azul, Distrito Federal   |                                  |
|                    | Carlos Hermosillo 42' 56' · Sergio Verdirame 53' |                        | Froylán Ledezma 66' 73' | Árbitro(s): Victoriano Rodríguez | Árbitro(s): Victoriano Rodríguez |

### Primera ronda
| 17 de marzo de 1996 | Saprissa                                                                        | 4:0 (2:0) | Olimpia | Estadio Ricardo Saprissa Aymá, San José |  |
|                     | David Johnson 8' · Daniel Quezada 19' · Michael Myers 79' · Javier Wanchope 85' |           |         |                                         |  |

| 12 de mayo de 1996 | Olimpia                                                         | 3:0 (2:0) (Global 3:4) | Saprissa | Estadio Nacional de Tegucigalpa, Tegucigalpa |  |
|                    | Wilmer Peralta 30' · Eduardo Arriola 35' · Adonis Hilario 90+2' |                        |          |                                              |  |

### Segunda ronda
| 15 de septiembre de 1996 | Saprissa                      | 2:2 (1:2) | Necaxa                                       | Estadio Ricardo Saprissa Aymá, San José |  |
|                          | Ronald González Brenes 6' 79' |           | Alex Aguinaga 10' (pen.) · Sergio Zárate 16' |                                         |  |

| 7 de enero de 1997 | Necaxa                                 | 2:1 (0:1) (Global 4:3) | Saprissa            | Estadio Corregidora, Santiago de Querétaro |  |
|                    | Sergio Zárate 48' · Ricardo Peláez 84' |                        | Gerald Drummond 17' |                                            |  |

### Primera ronda
| 10 de marzo de 1996 | Comunicaciones                                              | 4:0 | Cosmos | Estadio José Ángel Rossi, Cobán |                                 |
|                     | Jorge Arriola · Dionel Bordón · Erick Miranda · Jorge Rodas |     |        | Asistencia: 10,000 espectadores | Asistencia: 10,000 espectadores |

| 13 de marzo de 1996 | Cosmos | 0:2 (0:2) (Global 0:6) | Comunicaciones                             | Estadio Mateo Flores, Ciudad de Guatemala |  |
|                     |        |                        | Erick Miranda 13' (pen.) · Eddy García 25' |                                           |  |

| 31 de marzo de 1996 | Sacachispas                                         | 3:1 (2:0) | Juventus Managua | Estadio Las Victorias, Chiquimula |  |
|                     | Molina 11' · Araeli López 29' · Gustavo Benzano 63' |           | Iván Prado 78'   |                                   |  |

| 4 de abril de 1996 | Juventus Managua | 2:2 (Global 3:5) | Sacachispas | Estadio Dennis Martínez, Managua |  |

### Segunda ronda
| 9 de junio de 1996 | Sacachispas | 1:2 | Comunicaciones                  | Estadio Las Victorias, Chiquimula |  |
|                    |             |     | Eduardo Acevedo · Dionel Bordón |                                   |  |

| 16 de junio de 1996 | Comunicaciones                                   | 3:0 (Global 5:1) | Sacachispas | Estadio Mateo Flores, Ciudad de Guatemala |  |
|                     | Manolo Callén · Eddy García · Roberto Montepeque |                  |             |                                           |  |

### Tercera ronda
| Equipo Local Ida     | Resultado | Equipo Visitante Ida | Ida   | Vuelta |
| -------------------- | --------- | -------------------- | ----- | ------ |
| Juventus Orange Walk | 1 - 8     | Comunicaciones       | 1 - 1 | 0 - 7  |

## Zona del Caribe

### Primera ronda
| Equipo Local Ida | Resultado | Equipo Visitante Ida | Ida   | Vuelta |
| ---------------- | --------- | -------------------- | ----- | ------ |
| Transvaal        | w/o       | Red Star             | -     | -      |
| Sinnamary        | w/o       | Prakash              | 0 - 0 | w/o    |

### Segunda ronda
| Equipo Local Ida | Resultado | Equipo Visitante Ida | Ida   | Vuelta |
| ---------------- | --------- | -------------------- | ----- | ------ |
| Transvaal        | 1 - 0     | Prakash              | 0 - 0 | 1 - 0  |

## Repechaje por la ronda final
| 17 de junio de 1996 | Seattle Sounders | 10:0 | Transvaal | Kingdome Stadium, Seattle |  |

## Ronda final
Jugado en Ciudad de Guatemala, Guatemala.
- Cruz Azul
- Necaxa
- Comunicaciones
- Seattle Sounders

El título de la Concacaf se definió en formato de grupo jugando todos contra todos a un Cuadrangular Final, el campeón fue el que consiguió la mayor cantidad de puntos.
| Equipo           | Pts. | PJ | PG | PE | PP | GF | GC | Dif. |
| ---------------- | ---- | -- | -- | -- | -- | -- | -- | ---- |
| Cruz Azul        | 7    | 3  | 2  | 1  | 0  | 14 | 2  | +12  |
| Necaxa           | 5    | 3  | 1  | 2  | 0  | 8  | 5  | +3   |
| Comunicaciones   | 4    | 3  | 1  | 1  | 1  | 6  | 5  | +1   |
| Seattle Sounders | 0    | 3  | 0  | 0  | 3  | 1  | 17 | -16  |

### Partidos
| 15 de julio de 1997 | Comunicaciones                 | 2:0 (1:0) | Seattle Sounders | Estadio Mateo Flores, Ciudad de Guatemala |                                |
|                     | Suazo 44' · José Fernández 83' |           |                  | Asistencia: 9,617 espectadores            | Asistencia: 9,617 espectadores |

| 15 de julio de 1997 | Necaxa           | 1:1 (1:0) | Cruz Azul             | Estadio Mateo Flores, Ciudad de Guatemala |                                |
|                     | Carlos Pavón 14' |           | Hermosillo 50' (pen.) | Asistencia: 9,617 espectadores            | Asistencia: 9,617 espectadores |

| 18 de julio de 1997 | Seattle Sounders     | 1:4 (0:1) | Necaxa                                      | Estadio Mateo Flores, Ciudad de Guatemala |  |
|                     | Hattrup 90+1' (pen.) |           | Almaguer 32' · Blanco 47' 89' · Vásquez 75' |                                           |  |

| 18 de julio de 1997 | Cruz Azul                 | 2:1 (2:0) | Comunicaciones | Estadio Mateo Flores, Ciudad de Guatemala |  |
|                     | Héctor Adomaitis 33', 37' |           | Núñez 90'      |                                           |  |

| 20 de julio de 1997 | Comunicaciones             | 3:3 (2:0) | Necaxa                                            | Estadio Mateo Flores, Ciudad de Guatemala |  |
|                     | Rodas 24', 48' · Núñez 32' |           | Pineda 47' (pen.) · Pavón 60' · Montes de Oca 70' |                                           |  |

| 20 de julio de 1997 | Seattle Sounders | 0:11 (0:6) | Cruz Azul | Estadio Mateo Flores, Ciudad de Guatemala |                           |
|                     |                  | Reporte    | Hermosillo 12', 30', 49' · Yegros 15', 52', 63' · Palencia 2' · Adomaitis 32' · Galindo 33' · Barton 73' (a.g.) · Ramírez 74' (pen.) | Árbitro(s): William Matos                 | Árbitro(s): William Matos |

|                              |
| Bandera de México            |
| Campeón Cruz Azul 4.º título |